# Сикэмп, Николь
Николь Сикэмп (англ. Nicole Seekamp; род. 26 апреля 1992 года в Ренмарке, штат Южная Австралия, Австралия) — австралийская профессиональная баскетболистка, которая выступает в женской национальной баскетбольной лиге. На драфте ВНБА 2016 года не была выбрана ни одной из команд. Играет в амплуа атакующего защитника.
В составе национальной сборной Австралии она стала победительницей Игр Содружества 2018 года в Голд-Косте и чемпионата Океании среди девушек до 18 лет 2010 года в Новой Зеландии, кроме этого выиграла бронзовые медали чемпионата Азии 2019 года в Индии.

## Ранние годы
Николь родилась 26 апреля 1992 года в городе Ренмарк (штат Южная Австралия), в семье Фрости и Шармейн Сикэмп, училась она в городе Аделаида в средней школе Брайтон Секондари, в которой выступала за местную баскетбольную команду.